# Луцилий Младший
Луци́лий Мла́дший (лат. Lucilius Iunior; родился, по одной из версий, около 14 года, Кампания, Римская империя — умер после 63/64 года, Римская империя) — государственный деятель и поэт времён ранней Римской империи. Приятель и адресат Луция Аннея Сенеки-младшего.

## Биография
В историографии рождение Луцилия датируют, предположительно, периодом около 14 года. Известно, что его род происходил из Кампаньи. Во времена правления императора Тиберия Луцилий начал военную службу в рейнских легионах, а впоследствии служил в восточных и африканских легионах принцепса. В 39 году он примкнул к заговору Гетулика, однако сумел избежать наказания. Несмотря на удачную военную карьеру, только в 63 году, спустя много времени, Луцилий был назначен прокуратором Сицилии.
Луцилий, в первую очередь, известен своими моралистическими письмами, посвящёнными Сенеке Младшему, сам будучи адресатом «Нравственных писем» последнего. Среди его стихотворений известна лишь поэма «Этна», состоящая из 644 стихов: она посвящена извержениям вулканов (в ней, в частности, повествуется об извержении Этны). 
Последнее упоминание о Луцилии в сохранившихся письменных источниках относится к периоду около 65 года. Более о нём ничего не известно.

## Примечание
1. 1 2  Demougin S. Prosopographie des chevaliers romains Julio-Claudiens. — Perugia: École française de Rome, 1992. — 719 ps. — Pр. 465—466. — № 560. — P. 466. — ISBN 2-7283-0248-7